# Calatabiano
Calatabiano (Cattabbianu in siciliano) è un comune italiano di 5 119 abitanti della città metropolitana di Catania in Sicilia.

## Geografia fisica
Calatabiano è posta a 62 metri d'altitudine, a meno di 3 chilometri dal mare Ionio. Il suo territorio, delimitato a nord dal corso del fiume Alcantara, è costituito da una fertile ed ottimamente irrigata piana alluvionale e dalle retrostanti colline. Dista 42 chilometri da Catania e 58 chilometri da Messina.
La popolazione è concentrata per circa il 75% nel centro capoluogo, e per la restante parte nella frazione di Lapide Pasteria.
Calatabiano è un comune facente parte del Parco fluviale dell'Alcantara.

## Storia
La storia di Calatabiano è strettamente collegata a quella del suo castello, che si erge su un'altura a 160 metri d'altitudine, all'imboccatura meridionale della Valle dell'Alcantara. Con tutta probabilità, stante l'importanza strategica e militare del sito, una fortezza doveva già essere presente in epoca greca e forse addirittura sicula. A tal proposito Julius Schubring sostenne che i Siculi dovevano tenere un caposaldo all'imboccatura della valle, di fronte al monte Tauro, nominato come Castello di Bidio, ma tale ipotesi non è mai stata suffragata dai reperti archeologici rinvenuti, che hanno invece datazione posteriore al IV secolo d.C..
Il castello, nella sua conformazione attuale, con l'annesso borgo collinare cinto da mura merlate, è riconducibile a una prima fortificazione sommitale di epoca normanna. La monetazione bizantina ritrovata va dall'epoca dell'Imperatore Eraclio all'Imperatore Leone VI. I ritrovamenti archeologici dell'ultima campagna di scavi del 2008/2009 non hanno dato alcun segno di frequentazione araba del sito. Il toponimo del paese è di derivazione dall'arabo قلعة, kalaat (castello), mentre -biano non è riconducibile a un nome arabo.
Sotto il dominio normanno, regnando Ruggero II, nel 1135 fu fondata l’attuale Calatabiano e fu elevata a baronia. In epoca sveva, dopo la morte di Federico II, il castello fu dato da Corrado IV a Giovanni Moro, servitore musulmano di suo padre. Dopo la morte di Corrado, Giovanni passò al fianco di Innocenzo IV mettendosi contro Manfredi di Hohenstaufen: in una lettera del 3 novembre 1254, il papa conferma a Giovanni Moro alcuni possedimenti, tra cui il castrum di Calatabiano, in cambio dei quali Giovanni doveva garantire, alla bisogna, aiuto militare per la difesa del Regno di Sicilia.
Tra i vari signori che si succedettero nel corso dei secoli, il periodo più fulgido nella storia di Calatabiano si ebbe con la signoria dei Cruyllas. Famiglia di origine catalana, i Cruyllas ottennero la baronia nel 1396 tenendola per circa un secolo, ingrandendo il castello ed edificando la Chiesa del Santissimo Crocifisso. Esauritasi la successione per linea maschile, questa continuò per linea femminile con il passaggio della signoria prima ai Moncada e poi ai Gravina, principi di Palagonia.
Nel 1544 si ebbe la venuta del pirata Dragut che, sbarcato sul lido di San Marco, espugnò e saccheggiò il borgo.
Nel 1677, a seguito della rivolta antispagnola di Messina i francesi assediarono lungamente il castello, venendo respinti dai 150 difensori spagnoli e poi sopraffatti dai soverchianti rinforzi.
Il borgo e il castello vennero completamente abbandonati a seguito del Terremoto del Val di Noto del 1693, che danneggiò gravemente l'abitato. La popolazione si reinsediò ai piedi della collina da dove da qualche decennio insisteva già un piccolo insediamento, primo nucleo della Calatabiano moderna, che progressivamente si espanse sulla pianura.
Nel 1813 il parlamento siciliano decretò la fine del feudalesimo nell'isola, elevando nello stesso anno il territorio di Calatabiano a comune autonomo, con i confini che ha mantenuto fino ad oggi.

## Monumenti e luoghi d'interesse

### Architetture militari

#### Castello
Di un kastron di età bizantina ci è pervenuta traccia grazie agli scavi effettuati alla fine del XX secolo e agli inizi del secolo successivo. In questa occasione è emerso che non vi è traccia alcuna di occupazione del sito durante il periodo islamico e piuttosto lo stesso kastron venne raso pressoché al suolo, presumibilmente durante l'Assedio di Taormina del 906. Della presenza di un incastellamento veniamo a sapere solo in seguito, grazie al Libro di Ruggero composto da Idrisi nel 1154, che cita per la prima volta il Kalaat-al Bian. L'uso della lingua araba da parte del geografo ha evidentemente condotto all'errata convinzione che il castello fosse di origine araba. Il castello fu costruito dai normanni e successivamente si ampliò con diversi elementi. Per la sua grande importanza militare svevi e aragonesi vi apportarono migliorie difensive. Alla famiglia dei Cruyllas si deve l'ampliamento che portò la fortezza alle dimensioni attuali. Di maggior interesse sono il portale di ingresso, costituito da un arco a sesto acuto di pietra arenaria e pietra lavica, e il "Salone dei Cruyllas", diviso simmetricamente da un arco in pietra lavica il cui concio reca le insegne della famiglia. Nella parte più elevata del maschio si trova un'uscita di emergenza sul pendio più ripido e difficilmente accessibile del monte. Solo qualche rudere rimane invece del borgo abbandonato nel 1693.
Il castello è stato ristrutturato e divenuto una meta apprezzata dai turisti.
La ristrutturazione ha portato alla creazione di bar, pizzerie e sale per convegni edificate all'interno del castello in uno stile decisamente moderno.
Il castello, posto sopra una collina alta 220 m rispetto al livello del mare, è raggiungibile tramite una strada tortuosa o tramite una funivia costruita durante la restaurazione del suddetto castello.
Ancora oggi sono in atto progetti per il miglioramento del castello e scavi archeologici che portano sempre nuovi reperti risalenti alle epoche precedenti. Fonte. Archiviato il 4 novembre 2012 in Internet Archive.

### Architetture religiose
Sul monte Castello, trenta metri più in basso del maniero,  la chiesa del Santissimo Crocifisso, anche definita " 'a chiesa di San Fulippu",  inaugurata il quattro marzo 1484, ha forme tardo gotiche, un massiccio campanile merlato - al cui interno si trovano tre campane -, due portali ogivali d'ingresso, a ovest e a sud, l'abside che contiene la sacrestia. Sulla facciata, sopra il portale, un'iscrizione su un solo rigo sormontata da un piccolo rosone cieco reca la data d'apertura al culto dell'edificio da parte del vescovo Eufemio. In chiesa,si può notare sulla sinistra la piccola nicchia decorata ad archetti che custodisce il simulacro reliquiario di San Filippo Siriaco protettore e compatrono di Calatabiano; a destra dell'altare è posta su un piccolo piedistallo una statua della Madonna del Carmelo.  Nella celletta alla base del campanile, cui si accede direttamente dall'aula tramite una porta ad arco leggermente bicentrico a conci regolari radiali in pietra bianca, di tipo catalano, è situato nella parete ovest un affresco raffigurante la Madonna e il Bambino che reggono senza sforzo,come si addice alle divinità, una grossa catena che ha alla fine un giogo a due anelli. La stretta contiguità tra la piccola cappella e la navata della chiesa ci dicono che trattasi di opera ben visibile ai fedeli escludendo dunque esercitazioni dilettantesche di emuli della grande pittura che si irradiava da Messina. L'affresco, di buona fattura inscrivibile non oltre i primi quindici anni del Cinquecento, da considerarsi unico nella regione di filiazione antonellesca, dai Peloritani agli Iblei, che rischia danni definitivi per l'umidità di risalita e per la sottovalutazione dell'importanza, ha un modello stante di tipo desalibesco, col Bambino in piedi (postura riscontrabile nei piccoli monumenti funerari di Antonello Freri) sulla gamba destra della Madre, ed è sensibile alla moda 'rilassata' di un Befulco o di uno Scacco, a loro volta mediatori al sud della naturalezza raffaellesca, con voluti grafismi neobizantini (mani e occhi) e una caratteristica unica: la Madonna guarda con bonaria introspezione, "alla greca", verso l'osservatore. Un forte e distribuito uso del color marrone farebbe pensare a un tentativo di sinopia poi ridipinto. Tali elementi sono stati sottolineati nella conferenza tenuta il 23 maggio 2014 nella chiesetta dall'architetto Ivan Castrogiovanni, che ha lanciato un ennesimo appello per il restauro scientifico. La chiesa del Crocifisso è l'antica chiesa madre di Calatabiano, per la quale fu concepito il crocifisso di cui sotto.  Sulla destra, adiacente alla porta laterale, staziona il fercolo utilizzato per la tradizionale "Calata di San Fulippu".
Scendendo dalla chiesa del S.s Crocifisso, sempre sul monte castello lungo il tortuoso e accidentato sentiero si giunge dinanzi alla chiesa della Madonna del Carmelo, data al 1518. Essa un tempo custodiva il simulacro della beata vergine (oggi conservata nella chiesa di San Giuseppe situata in piazza Francesco Crispi,in paese) e faceva molto probabilmente parte di un monastero carmelitano di cui si sono perse ormai le tracce, inoltre l'edificio ha dovuto subire degli interventi di restauro in seguito a diversi crolli della struttura dovuti al tempo, dopo il crollo del campanile, la campana che vi era collocata è stata trasportata e conservata nel campanile della chiesa madre,ma non è più utilizzata. All'interno la chiesa presenta soltanto l'altare maggiore sormontato da una croce,a destra di esso è collocata la porta di accesso ai locali della sagrestia.
La chiesa Madre di Maria Santissima Annunziata, del 1740, ad una sola navata, si trova nella centrale Piazza Vittorio Emanuele. La facciata esterna ormai logora del passato, reca il bronzeo portone d'ingresso, sulla destra oltre all'ingresso laterale,è collocato il maestoso campanile (edificato dopo la demolizione del precedente che era inagibile e pericolante) dotato di un concerto di 6 campane che svetta tuttora tra i tetti della città. All'interno della chiesa si conserva un prezioso crocifisso dipinto su legno del 1502 di Giovanni Salvo D'Antonio, nipote di Antonello da Messina,nelle nicchie presenti vi sono conservate la statua della beata concezione della vergine Maria,di Sant'Antonio da Padova, Santa Lucia, Maria ausiliatrice, il sacro cuore di Gesù e collocata a destra dell'altare vi sono la nicchia che custodisce la statua del patrono S. Giorgio Martire e la nicchia della Madonna addolorata. Da non dimenticare una riproduzione in affresco dell'”ultima cena" di Leonardo da Vinci, nel soffitto. Recentemente è stato inaugurato il museo sotterraneo della chiesa, visitabile durante le varie annue festivitá. Prospiciente la chiesa si trova la statua di Santa Caterina d'Alessandria una volta posta nella chiesa del S.S. Crocifisso, della scuola del Gagini.
Altro antico luogo di culto è la Chiesa di Gesù e Maria, del 1697, con facciata in muratura e pietra bianca, sulla destra vi è anche il campanile dotato di 2 campane. La chiesa al suo interno è completamente realizzata in stile barocco, sulla sinistra è conservata la statua del Cristo Morto mentre sulla destra è posta una statua in cartongesso della Madonna Assunta,non meno importante è la presenza di alcune tele ad olio poste negli altari adiacenti,tra cui il dipinto del pittore Vincenzo Tuccari raffigurante centralmente la Madonna della lettera patrona di Messina e ai lati, sulla sinistra è presente S. Giorgio martire il patrono di Calatabiano mentre sulla destra è rappresentato in abiti sacerdotali e con un demone legato ai piedi da una catena, San Filippo Siriaco il santo esorcista protettore e compatrono della città.
Fuori dall'abitato vi è un santuario dedicato alla Madonna dell'Imperio. Edificato nel 1092, è dedicato alla Madonna che 13 anni prima aveva assistito le truppe di Ruggiero nella vittoriosa conquista del castello di Calatabiano detenuto dagli Arabi.
Nel quartiere definito localmente "la piana delle palme", in piazza Francesco Crispi, di fronte ad una statua di San Pio da Pietrelcina, è situata la chiesa di San Giuseppe, che conserva il simulacro ligneo della Beata Vergine Maria del Monte Carmelo, un tempo conservato nella propria chiesa al monte Castello e che tuttora viene portato in processione il 16 luglio, giorno della festa. Sull'altare maggiore invece troneggia la statua del santo falegname.
Nel quartiere Lapide-Pasteria è situata la chiesa parrocchiale di San Giuseppe, la cui statua è posta all'interno e lì viene custodita tutto l'anno prima dei festeggiamenti che avvengono nel mese di luglio.

### Architetture civili

#### Castello di San Marco
Conosciuto come castello, è in realtà una residenza nobiliare sita sul litorale di San Marco. La costruzione venne intrapresa nel 1689 dal signore dell'epoca, Ignazio Sebastiano Gravina Cruyllas principe di Palagonia, e completata nel volgere di soli due anni. L'aspetto originario di quel che era un complesso di edifici, oggi in parte perduti, era molto diverso da quello attuale, a causa delle continue modifiche realizzate nel corso dei decenni. Nel 1856 venne dato, con l'annesso fondo, in enfiteusi al barone Pasquale Pennisi di Floristella, assumendo l'aspetto attuale con la realizzazione del palmento, della cantina e di case per i contadini. Al giorno d'oggi, dopo il restauro, il luogo è diventato un hotel e spa a 4 stelle superior. L'annessa Chiesa di San Marco, dedicata a Sant'Antonio da Padova, fu edificata nel 1697.

## Società

### Evoluzione demografica
Abitanti censiti

### Tradizioni e folclore
Una leggenda popolare narra che un giorno un cavaliere su di un cavallo bianco riuscirà a decifrare l'iscrizione sul portale della chiesa del Santissimo Crocifisso, scoprendo il modo per accedere ad un favoloso tesoro custodito nelle viscere del monte Castello.

## Cultura

### Eventi

#### I festeggiamenti in onore di San Filippo Siriaco
I solenni festeggiamenti in onore di San Filippo Siriaco, protettore e compatrono della città, avvengono ogni anno nel mese di maggio. 
Il fitto programma è sempre ricco di tante iniziative sia religiose che civili.
Il tutto ha inizio la prima domenica di maggio.
"A Calata di San Fulippu"
La tradizionale "calata" di San Filippo Siriaco (conosciuto meglio come S. Filippo d'Agira) si svolge dall'ormai lontano 1766, il sabato che precede la terza domenica di maggio. ("A calata", dal dialetto siciliano, "la discesa"). L'antica tradizione vuole che il fercolo con il ligneo simulacro reliquiario del santo venga portato di corsa,a spalla in soli 6 minuti da 100 devoti portatori dalla chiesa del S.s. Crocifisso sul monte castello (l'antica chiesetta del 1484, dimora e luogo ove per tutto l'anno è custodita la statua dell'esorcista e ovviamente il punto di partenza della folle discesa) fino alla chiesa matrice Maria S.s Annunziata situata nella piazza centrale del paese. Il significato profondo e interno di questo secolare rito è legato alla vita di San Filippo. Egli infatti, secondo fonti storiche, fu in vita un presbitero con le doti di esorcista, uno "scaccia demoni", quindi l'emblema di questa corsa non è altro che la rievocazione della stessa corsa che il santo faceva per inseguire i demoni fino all'inferno dal quale ne usciva ricoperto di fuliggine (motivo per il quale il volto e le mani del statua sono dipinte con il colore nero). La mattina del Sabato, i fedeli si recano alla chiesa sul colle per "vestire il santo con i fiori", si tratta di una particolare liturgia nel quale, il fercolo che poi verrà utilizzato, viene adornato con fiori benedetti di vari colori e la statua del santo viene posta su di esso. Vi è la vestizione del simulacro dei paramenti sacri e dei vari simboli come il Vangelo nella mano destra e le piante con la croce in argento nella mano sinistra.
La "Calata" ha inizio alle 18:30, quando tre colpi di cannone annunciano l'inizio della spettacolare e vertiginosa discesa. Il busto reliquiario del Siriaco, contenuto all'interno di un apposito fercolo dal peso di circa una tonnellata e sorretto a spalla dai prima citati devoti, parte dalla Chiesa del Ss. Crocifisso e percorre l'accidentata e impervia strada in gradoni di pietra bianca che oltre che alla suddetta chiesa, conduce anche all'antico castello collocato sulla sommità della collina e alla antica chiesa della Madonna del Carmelo, situata qualche metro dopo la chiesa del Ss. Crocifisso. Durante tutta la spericolata e folkloristica processione, i fedeli che vi assistono e che vi partecipano assiepati lungo il cammino provano grande pathos e devozione, specialmente quando il simulacro di San Filippo giunge al termine del ripido sentiero, la cosiddetta "curva pericolosa"; questo punto della discesa si rivela sempre molto difficile per i portatori del santo e diverse volte (la più recente nel 2006) si sono verificati degli incidenti con la caduta del fercolo. Superata quest'insidia, la "calata" prosegue fino alle porte di Calatabiano, nel luogo denominato "prima croce" dove la processione sosta per alcuni minuti (in modo da concedere ai devoti un attimo per rifiatare) per poi riprendere fino alla Chiesa Matrice ove la statua del protettore viene posta alla venerazione dei fedeli.
"U giru"
L'indomani, la terza domenica di Maggio verso sera, ha luogo la solenne processione con il simulacro di San Filippo per tutte le vie della città, in questo caso però la processione viene effettuata con un apposito fercolo a ruote. "U giru" (dal dialetto) si conclude con l'esecuzione di uno spettacolo pirotecnico ed il rientro del santo in chiesa.
"L'acchianata"
I festeggiamenti si concludono la domenica successiva, il giorno della denominata "ottava", con "l'acchianata" (dal dialetto sciliano, "la salita"), ovvero la risalita del fercolo al monte Castello che avviene alle 19:00. Dalla chiesa matrice Maria S.s Annunziata fino alla chiesa del S.s. Crocifisso. Questo non è altro che il percorso inverso alla "calata", in questo caso più faticoso estremante. In poche parole è difficile esprimere la grande commozione e l'emozione provata dai fedeli presenti e la fatica espressa dai devoti portatori durante il ripido cammino in salita, e questo lo si ha prova soprattutto quando la statua del santo raggiunge l'ultimo tratto di strada che lo separa dalla propria dimora. Si assiste veramente ad una scena toccante, che vede il fercolo ondeggiare, a tratti quasi barcollare e avanzare lentamente sorretto dall'indomita forza dei portatori e di quei fedeli che si sono uniti durante il percorso e che contribuiscono anche loro con le proprie forze ad aiutare, a spingere in avanti per riportare San Filippo "a casa".
Osteggiato e vinto anche l'ultimo "pericolo", il santo giunge all'ingresso della chiesa, dove viene riposto. Infine i portatori ormai stanchi, affaticati, quasi esanimi dopo aver trovato ristoro e dopo aver sostato per alcuni minuti, procedono poi alla traslazione dal fercolo e alla chiusura del santo nella propria cappella. I fiori benedetti che hanno adornato le colonnine del fercolo per tutta la durata dei festeggiamenti, ormai secchi e appassiti vengono raccolti dai fedeli.

#### Altre manifestazioni
- Il Corteo Storico Medievale si svolge in occasione della festa di San Filippo Siriaco e rievoca i costumi dei signori Cruyllas, dei soldati e dei popolani del borgo del XV secolo; partecipa a manifestazioni culturali di rilevanza regionale e nazionale. A cura dell'Associazione Culturale "Giovani Oggi"
- Il Falò dei Cannici, il 13 dicembre in occasione della festa di Santa Lucia.
- La Sagra delle Nespole si svolge la seconda domenica di maggio.
- La sfilata di gruppi mascherati per il Carnevale.
- Muzikfest, rassegna di musica indipendente, si svolge in estate sulla spiaggia di San Marco.
- Le serate medievali di Calatabiano (mese di agosto).
- Zuccata, tradizionale falò natalizio.

## Economia
L'economia di Calatabiano è storicamente basata sull'agricoltura: le colture che insistono sul territorio sono prevalentemente agrumicole in pianura, mentre le colline, più povere d'acqua, sono coltivate prevalentemente ad ulivi. Coltura tipica è la nespola del Giappone, la cui produzione si aggira sulle 800 tonnellate annue. L'allevamento è prevalentemente ovino e bovino. Le attività della piccola industria si sono sviluppate soltanto recentemente, aggiungendosi alla lavorazione della carta e alla produzione della calce. Il lido di San Marco, con i suoi 2,5 chilometri di spiaggia di ciottoli, costituisce il principale polo turistico.

## Infrastrutture e trasporti
Il territorio di Calatabiano si trova sulla direttrice orientale sicula dei collegamenti stradali e ferroviari. Sono inoltre agevoli i collegamenti con l'entroterra alcantarino. È servito da una stazione ferroviaria e, per i collegamenti aerei,  dall'Aviosuperficie di Calatabiano.

### Aeroporti
Sin dagli anni '80 si è sviluppata l'aviosuperficie di Calatabiano, inizialmente per il volo minimale; oggi la struttura è utilizzata per il volo da diporto sportivo (VDS), aviazione generale (AG) e come eliporto occasionale. Nel 2017 la base fu utilizzata da supporto logistico per la sicurezza del G7 di Taormina. La pista, lunga 500 metri, larga 20, con orientamento geografico 03d-2, consente decolli ed atterraggi di aerei da turismo. L'aviosuperficie nasce dall'idea di alcuni amici, piloti ed appassionati, che si sono uniti per creare una realtà dove poter pilotare gli ultraleggeri in una zona dove non esistevano campi di volo. Al confine tra le provincie di Catania e Messina, è possibile in pochi minuti di volo raggiungere la sommità dell'Etna, la costa catanese e quella messinese.

## Amministrazione
Di seguito è presentata una tabella relativa alle amministrazioni che si sono succedute in questo comune.
| Periodo          | Periodo          | Primo cittadino          | Partito                                                          | Carica              | Note  |
| ---------------- | ---------------- | ------------------------ | ---------------------------------------------------------------- | ------------------- | ----- |
| 9 dicembre 1987  | 26 giugno 1990   | Giovanni Riolo           | Democrazia Cristiana                                             | Sindaco             | [ 8 ] |
| 26 giugno 1990   | 20 maggio 1991   | Carmelo Cernuto          | Partito Comunista Italiano                                       | Sindaco             | [ 8 ] |
| 11 luglio 1991   | 15 maggio 1992   | Giovanni Riolo           | Democrazia Cristiana                                             | Sindaco             | [ 8 ] |
| 10 giugno 1992   | 1º luglio 1993   | Giuseppe Prestipino      | Partito Socialista Italiano                                      | Sindaco             | [ 8 ] |
| 12 agosto 1993   | 22 novembre 1993 | Carmelo Napoli           | Partito Socialista Italiano                                      | Sindaco             | [ 8 ] |
| 22 novembre 1993 | 31 gennaio 1994  | Renato Conforto          |                                                                  | Comm. regionale     | [ 8 ] |
| 31 gennaio 1994  | 6 dicembre 1996  | Carmelo Napoli           | lista civica                                                     | Sindaco             | [ 8 ] |
| 20 febbraio 1997 | 1º dicembre 1997 | Giuseppe Costantino      |                                                                  | Comm. regionale     | [ 8 ] |
| 15 dicembre 1997 | 25 maggio 1998   | Giuseppe Intelisano      | lista civica                                                     | Sindaco             | [ 8 ] |
| 25 maggio 1998   | 10 luglio 2000   | Giuseppe Intelisano      | Partito Popolare Italiano                                        | Sindaco             | [ 8 ] |
| 10 luglio 2000   | 28 maggio 2002   | Antonella Liotta         |                                                                  | Comm. straordinario | [ 8 ] |
| 10 luglio 2000   | 28 maggio 2002   | Carmelo Musolino         |                                                                  | Comm. straordinario | [ 8 ] |
| 10 luglio 2000   | 28 maggio 2002   | Teresa Pace              |                                                                  | Comm. straordinario | [ 8 ] |
| 28 maggio 2002   | 15 maggio 2007   | Antonio Filippo Petralia | -                                                                | Sindaco             | [ 8 ] |
| 15 maggio 2007   | 12 maggio 2012   | Antonio Filippo Petralia | ind.sin.                                                         | Sindaco             | [ 8 ] |
| 9 maggio 2012    | 11 giugno 2017   | Giuseppe Intelisano      |                                                                  | Sindaco             | [ 8 ] |
| 11 giugno 2017   | 15 ottobre 2021  | Giuseppe Intelisano      | lista civica "Con il cuore per Calatabiano - Intelisano sindaco" | Sindaco             | [ 8 ] |
| 18 ottobre 2021  | 23 ottobre 2023  | Alfonsa Caliò            |                                                                  | Comm. straordinario | [ 8 ] |
| 23 ottobre 2023  | in carica        | Antonio Petralia         | lista civica                                                     | Sindaco             | [ 8 ] |

### Stemma comunale
Lo stemma comunale è, come descritto dal locale "Regolamento sull'uso dello stemma, del gonfalone, delle bandiere, del distintivo del sindaco e del presidente del consiglio":
La parte inferiore dello stemma riprende quello della famiglia Cruyllas.

### Altre informazioni amministrative
Il comune di Calatabiano fa parte delle seguenti organizzazioni sovracomunali: regione agraria n.7 (Colline litoranee di Acireale).

## Sport

### Calcio
Calatabiano in passato ha avuto una società calcistica denominata "Polisportiva Aurora Calatabiano" che è riuscita a vincere diverse manifestazioni importanti tra le quali: la Coppa Trinacria (1978/79) e la Coppa Sicilia (1980/81) riuscendo a raggiungere come massimo la categoria di Eccellenza Siciliana (V Livello nazionale e I Livello Regionale).

### Rugby
Calatabiano ha una tradizione sportiva nel rugby; negli anni ottanta infatti la società locale di palla ovale ebbe un discreto successo, ma poi fallì. Nel 2005 fu rifondata col nome di Alcantara Rugby, ma fallì nuovamente.

### Impianti sportivi
Calatabiano dispone per il calcio del campo sportivo "Giuseppe Calanna". È presente inoltre un campo di volo con una pista di 500 metri di lunghezza per piccoli aerei da turismo.